# Luis María López Rekarte
Luis María López Rekarte (Arrasate, 26 de març de 1962) és un exfutbolista basc, actiu durant els anys 1980 i anys 1990. Va ser internacional amb la selecció espanyola.

## Biografia
López Rekarte va militar al llarg de la seva carrera en diversos equips de la primera divisió de la Lliga Espanyola com la Reial Societat, Futbol Club Barcelona i Deportivo de La Corunya. El seu lloc natural va ser el de lateral, que va ocupar en tots els equips en els quals va militar. En la seva carrera Rekarte va disputar 300 partits en la primera divisió de la Lliga Espanyola, va marcar 7 gols i va guanyar 1 títol de Lliga, 3 de Copa del Rei i 1 Recopa d'Europa.
Va formar part de la potent Reial Societat de mitjans de la dècada de 1980 i del Superdepor a principis dels 1990. En el Futbol Club Barcelona va passar més aviat desapercebut. Té un germà menor, Aitor López Rekarte, que juga al mateix lloc que ell i que també ha arribat a notorietat defensant la samarreta de la Reial Societat en la dècada de 1990 i 2000.
Rebia el sobrenom de Bomba un sobrenom d'origen familiar que va heretar del seu pare, futbolista aficionat i que també rep el seu germà menor.

### Inicis
López Rekarte va néixer a la localitat guipuscoana d'Arrasate un 26 de març de 1962. Els seus primers passos com futbolista els va donar en l'equip juvenil de la veïna localitat d'Aretxabaleta, d'on va ser fitxat per l'històric equip Deportivo Alavés de Vitòria, amb el qual va debutar en la Segona divisió la temporada 1980-81 amb 18 anys. López Rekarte es va mantenir cinc temporades en el club de Vitòria. La seva etapa en l'Alabès va permetre al llavors jove jugador trobar-se en la cara menys amable del futbol. En aquests anys va viure el descens del club a la Segona divisió B el 1983 i els greus problemes econòmics i esportius pels quals passava per aquell temps l'equip vitorià. El 1985 amb 23 anys, López Rekarte va tenir la seva gran oportunitat en ser fitxat per l'equip de la seva terra, la Reial Societat de Sant Sebastià.

### Reial Societat
La temporada del seu debut en la Reial Societat López Rekarte es va fer amb un lloc titular en la saga realista. En les seves tres temporades com realista Rekarte va jugar 96 partits en Lliga i es va convertir en un baluard defensiu que a més posseïa gran projecció en atac pujant la banda en arrencades explosives. La bona marxa de l'equip donostiarra en aquestes temporades va contribuir a donar renom al jugador que es va convertir en un jugador cotitzat i perseguit pels grans equips. Es pot dir que aquestes temporades van ser les millors a nivell individual del lateral basc. El 1987 va guanyar la Copa del Rei amb la Reial Societat i el 1988 va contribuir que el seu equip fos subcampió de Lliga i de Copa. 1988 també va ser l'any del seu debut com a jugador internacional i en el qual va disputar els seus únics 4 partits com a internacional. Curiosament el seu últim gran partit amb la Real va ser la final de Copa de la temporada 1987-1988 que el conjunt donostiarra va perdre (0-1) davant el FC Barcelona, el club pel qual fitxaria la temporada següent. Durant aquest període va coincidir en la Real amb una gran generació de futbolistes com Luis Arconada, Roberto López Ufarte, José Mari Bakero, Jesús Mari Zamora o Txiki Begiristain.

### FC Barcelona
Luis María López Rekarte va arribar al FC Barcelona al costat d'altres dos ex jugadors de la Reial Societat (Bakero i Txiki Begiristain), en l'estiu de 1988, en el mateix moment que arribava Johan Cruyff per a fer-se càrrec de la banqueta blaugrana. Sempre es va comentar que els fitxatges dels tres jugadors bascos no els va sol·licitar Cruyff, sinó Javier Clemente, que en principi havia estat l'escollit pel president Núñez per a dirigir a la plantilla barcelonista. Tal com fóra, la sort dels tres jugadors en el Barça va ser desigual: Begiristain i Bakero es van convertir ràpidament en peces bàsiques del projecte de Cruyff, que construiria el millor FC Barcelona de tots els temps, mentre que López Rekarte va quedar relegat a un segon pla.
En les seves dues primeres temporades com a culer va entrar parcialment en els plans del tècnic neerlandès i va jugar molts partits com a titular, però en la seva tercera temporada com barcelonista va quedar relegat a la suplència per Jon Andoni Goikoetxea i la seva aportació a l'equip va ser gairebé testimonial. En qualsevol cas amb el Barça López Rekarte va obtenir la major part dels títols del seu palmarès. Entre ells destaca el títol de la Recopa de 1989. A la final que el Barça va guanyar a la UC Sampdoria, López Rekarte va entrar com refresc i va marcar el gol del 2-0 definitiu que va donar la victòria al Barça. Aquest va ser possiblement el gol més important de la seua carrera. També es va marcar en el seu palmarès altra Copa del Rei el 1990 encara que no va jugar la final i el títol de Lliga de 1991, on la seva participació va ser prou testimonial a l'haver jugat aquesta temporada només 13 partits (12 d'ells com a suplent).
En total, López Rekarte va disputar en els seus 3 anys com barcelonista 59 partits de Lliga, i va perdre al seu pas pel Barcelona part del prestigi que havia adquirit anteriorment en la Reial Societat i es va veure obligat a fitxar per un club modest com el Deportivo de La Corunya.

### Deportivo de La Corunya
Després de quedar fora dels plans de Johan Cruyff, López Rekarte va fitxar pel club de Riazor el 1991. Aquella temporada era la de la tornada del club gallec a la primera divisió i l'objectiu del club era mantenir-se en la categoria. Rekarte va arribar al club blanc-i-blau com un dels reforços estrella. Amb 29 anys, s'havia convertit ja en un jugador de caràcter més defensiu a l'haver perdut part de la potència que tenia uns anys abans.
Amb els gallecs López Rekarte va estar 5 temporades jugant un total de 149 partits en la primera divisió; va ser un dels artífexs de la profunda transformació de l'equip corunyés que va passar de ser un dels candidats al descens el 1992 (va acabar la temporada en 17a posició salvant-se in extremis del descens en guanyar la promoció) a ser un dels grans clubs de la Lliga Espanyola i candidat al títol. Encara que l'afició deportivista no recorda a Rekarte com un dels jugadors destacats del Superdepor d'Arsenio Iglesias, enfront dels Bebeto, Mauro Silva, Fran o Miroslav Đukić la veritat és que el basc va ser un dels fixos en la defensa del Deportivo durant aquests anys.
A Riazor va ser subcampió de Lliga el 1994 i 1995, fregant el títol el 1994 quan Đukić va fallar un penalti en els últims minuts de l'últim partit de Lliga, el que hagués suposat el primer títol del Deportivo; i tercer el 1993, any en el qual l'equipes va convertir en el club revelació. El 1995, Rekarte va arrodonir el seu palmarès guanyant la Copa del Rei de futbol per tercera vegada i la Supercopa d'Espanya.
López Rekarte es va retirar del futbol professional el 1996 als 34 anys després de disputar la seva última temporada en el Deportivo a les ordres de John Benjamin Toshack, que ja havia estat el seu entrenador en la Reial Societat.

### Partits internacionals
Va ser internacional amb la selecció espanyola en una quatre ocasions al llarg de 1988.
També va disputar partits amistosos amb la selecció d'Euskadi.

## Clubs
| Club                    | Any       |
| ----------------------- | --------- |
| Deportivo Alavés        | 1980-1985 |
| Reial Societat          | 1985-1988 |
| Futbol Club Barcelona   | 1988-1991 |
| Deportivo de La Corunya | 1991-1996 |

## Palmarès
| Títol        | Club                    | Any  |
| ------------ | ----------------------- | ---- |
| Copa del Rei | Reial Societat          | 1987 |
| Copa del Rei | Futbol Club Barcelona   | 1990 |
| Lliga        | Futbol Club Barcelona   | 1991 |
| Copa del Rei | Deportivo de La Corunya | 1995 |
| Supercopa    | Deportivo de La Corunya | 1995 |
| Recopa       | Futbol Club Barcelona   | 1989 |